# Amphiporthe hranicensis
Amphiporthe hranicensis är en svampart som först beskrevs av Franz Petrak, och fick sitt nu gällande namn av Franz Petrak 1971. Amphiporthe hranicensis ingår i släktet Amphiporthe och familjen Gnomoniaceae.   Inga underarter finns listade i Catalogue of Life.